# Heine Jensen
Heine Ernst Jensen (* 11. Februar 1977 in Thisted) ist ein aus Dänemark stammender Handballtrainer.

## Karriere
Jensen begann das Handballspielen in seinem Geburtsort Thisted. Seine nächsten beiden Stationen waren Aalborg KFUM und Brønderslev. In der Saison 2002/03 war er als Co-Trainer bei der dänischen Frauenmannschaft Sindal IF tätig. Im Jahr 2003 wechselte er zum norwegischen Erstligisten Stord IL. Nach einem halben Jahr hatte Stord keinen Trainer mehr und der auf Rechtsaußen spielende Jensen übernahm dieses Amt. Anschließend war Jensen anderthalb Jahre nur noch als Stand-by-Spieler aktiv und beendete 2005 seine Spielerkarriere.
Im Jahr 2005 übernahm Jensen das Traineramt der Damenmannschaft vom norwegischen Erstligisten Sola HK. Auf mitwirken vom dänischen Trainer Morten Arvidsson, der zum damaligen Zeitpunkt den deutschen Bundesligisten HC Leipzig trainierte, wurde Jensen im Sommer 2007 vom Zweitligisten SV Union Halle-Neustadt verpflichtet. Nachdem Arvidsson im Sommer 2008 seinen Posten abgab, übernahm Heine Jensen das Traineramt von HC Leipzig. Unter seiner Leitung gewann der HCL 2009 und 2010 die Deutsche Meisterschaft.
Der Deutsche Handballbund verpflichtete Heine Jensen am 25. März 2011 aus seinem bis 2012 laufenden Vertrag als Cheftrainer beim HC Leipzig heraus als Trainer der deutschen Frauen-Nationalmannschaft. Bis zum 30. Juni 2011 nahm er beide Funktionen nebeneinander wahr und übt seit Juli 2011 nur noch das Amt des Nationaltrainers aus. Unter seiner Leitung erreichte Deutschland das Viertelfinale bei der Weltmeisterschaft 2013, schied dort jedoch gegen sein Heimatland aus. Am 7. Januar 2015 wurde bekannt, dass sein Vertrag rückwirkend zum 31. Dezember 2014 aufgelöst wurde. In der Saison 2015/16 trainierte er den deutschen Verein HG Saarlouis. 2018 bis 2019 betreute Jensen die slowakische Männer-Handballnationalmannschaft. Ab September 2019 trainierte er den norwegischen Verein Sandnes HK. Im Herbst 2019 übernahm Jensen das Traineramt der chinesischen Frauen-Nationalmannschaft, die er bei der Weltmeisterschaft 2019 betreute.
Jensen übernahm zur Saison 2020/21 den norwegischen Erstligisten Nærbø IL. Unter seiner Leitung gewann Nærbø in der Saison 2021/22 den EHF European Cup. Im Sommer 2022 wechselte er zum Ligakonkurrenten ØIF Arendal.

## Privates
Jensen ist mit der ehemaligen norwegischen Handballnationalspielerin Mette Ommundsen liiert.